# Блокадопробивач
Блокадопробивач е кораб или търговски плавателен съд, осъществяващ преднамерен вход в блокируем район или излизане от него с цел оказване на военна или икономическа помощ на държавата, подложена на блокада, или поради други цели, нарушаващи режима на блокадата.
В САЩ и Великобритания наричат такива търговски кораби блокадни бегачи (на английски: Blockade runners), тъй като за целта на преодоляване на блокадата се използват търговски съдове с най-високата възможна скорост.
Блокадопробивачът може да бъде пленен или унищожен от блокиращите сили. Съгласно международното право, за блокадопробивачи не се считат болничните съдове, санитарните транспорти, пощенските съдове и съдовете на невоюващи държави, по уважителни причини не съумели навреме да напуснат блокируемия район или оказали се в него по силата на форсмажорни обстоятелства. Блокиращите сили имат правото да извършат разпит, да спрат и огледат (обискират) такива съдове с цел изясняване на техния статус.
Морски блокади, XX-XXI век
- Блокада на Куба – от 1960 г. и понастоящем
- Блокада на ивицата Газа – от 2007 г. и понастоящем